# 特撮エース
『特撮エース』（とくさつエース）は2003年から2006年にかけて角川書店が発行していた漫画雑誌。『特撮 NEWTYPE』の増刊号。奇数月1日発売で主に特撮作品を題材とした漫画や特集を掲載していたが、2006年9月1日発売の第17号で休刊した。
創刊号から第3号までは付録としてフィギュアが付属していたが、第4号以降は雑誌自体のページ数が増やされた代わりに廃止され、漫画冊子やクリアファイルといった付録に代わっている。

## 掲載作品
並びは50音順。

### 連載作品
- イナズマンVSキカイダー（MEIMU）
- ウルトラQ dark fantasy（大森倖三）
- ウルトラファイト番外地（唐沢なをき）
- ウルトラマン THE NEXT（沢樹隆広）
- ウルトラマン THE FIRST（高田裕三）
- ウルトラマンマックス（トミイ大塚）
- ガメラ2006 HARDLINK（Ark Performance）
- 仮面ライダーEVE-MASKED RIDER GAIA-（早瀬マサト、挿絵：紺野直幸）
- キカイダー02（MEIMU）
- キューティーハニー a GO GO!（伊藤伸平）
- 史上最大の工作（はぬまあん）
- Sh15uya（矢吹豪）
- 超星艦隊セイザーX DEFEND THE GALAXY（環望）
- 超忍者隊イナズマ!（トミイ大塚）
- 東京事件（大塚英志×菅野博之）
- 特撮超職人列伝（加藤礼次朗）
- 特捜戦隊デカレンジャー THE MOVIE フルブラスト・アクション（竹山祐右）
- 不完全特撮回路（徳光康之）
- フジアキコ物語 ウルトラマン撮影秘話（長谷川光司、原案：桜井浩子）
- マイティジャック THE SHADOW FORCE（熊谷カズヒロ）
- 魔法戦隊マジレンジャー THE MOVIE インフェルシアの花嫁（黒岩よしひろ）
- 幻の怪獣テラインコグニータを探せ（原作：高島健一（フォーサム）、漫画：加藤礼次朗）

### 読切・前後編作品
読切漫画ならびに掲載話数が2話分以下の作品。
- アバレンジャー外伝 若草のフリージア 完全版 （和田龍、脚本：荒川稔久）
- 宇宙刑事ギャバン（山田秋太郎）
- 宇宙刑事シャイダー 夢の箱舟（JET）
- 宇宙刑事シャリバン SUNSET,SUNRISE（小川雅史）
- ウルトラマンメビウス&ウルトラ兄弟（たくま朋正）
- 帰ってきたスペクトルマン（一峰大二）
- 帰ってきたメトロン成人（加藤礼次朗）
- ガメラ 〜小さき勇者たち〜 プロローグ（津島直人）
- 仮面ライダー THE FIRST（江川達也）
- G.I.U.って何だ?（黒岩よしひろ）
- 轟轟戦隊ボウケンジャー（津島直人）
- ゴモラちゃん（井上行広）
- Sh15uya 渋谷十五（新間大悟）
- 女子高戦隊ぐだレンジャー（SAA）
- TRANS GIRL TRANS（竹山祐右）
- 日本一の沈没男（徳光康之）
- メカとカイゾーのころ（とり・みき）

## カドカワコミックス・特撮エース
本誌掲載作品の単行本。本誌と同じく毎月1日発売。
『ウルトラQ dark fantasy』や『フジアキコ物語』のようにコミックスの刊行が中途で止まり連載最終話までの収録がなされなかったり、『ウルトラマン THE NEXT』や『仮面ライダーEVE』のように全話収録の書籍収録が他出版社からとなる作品もあった。